# Ремохадас

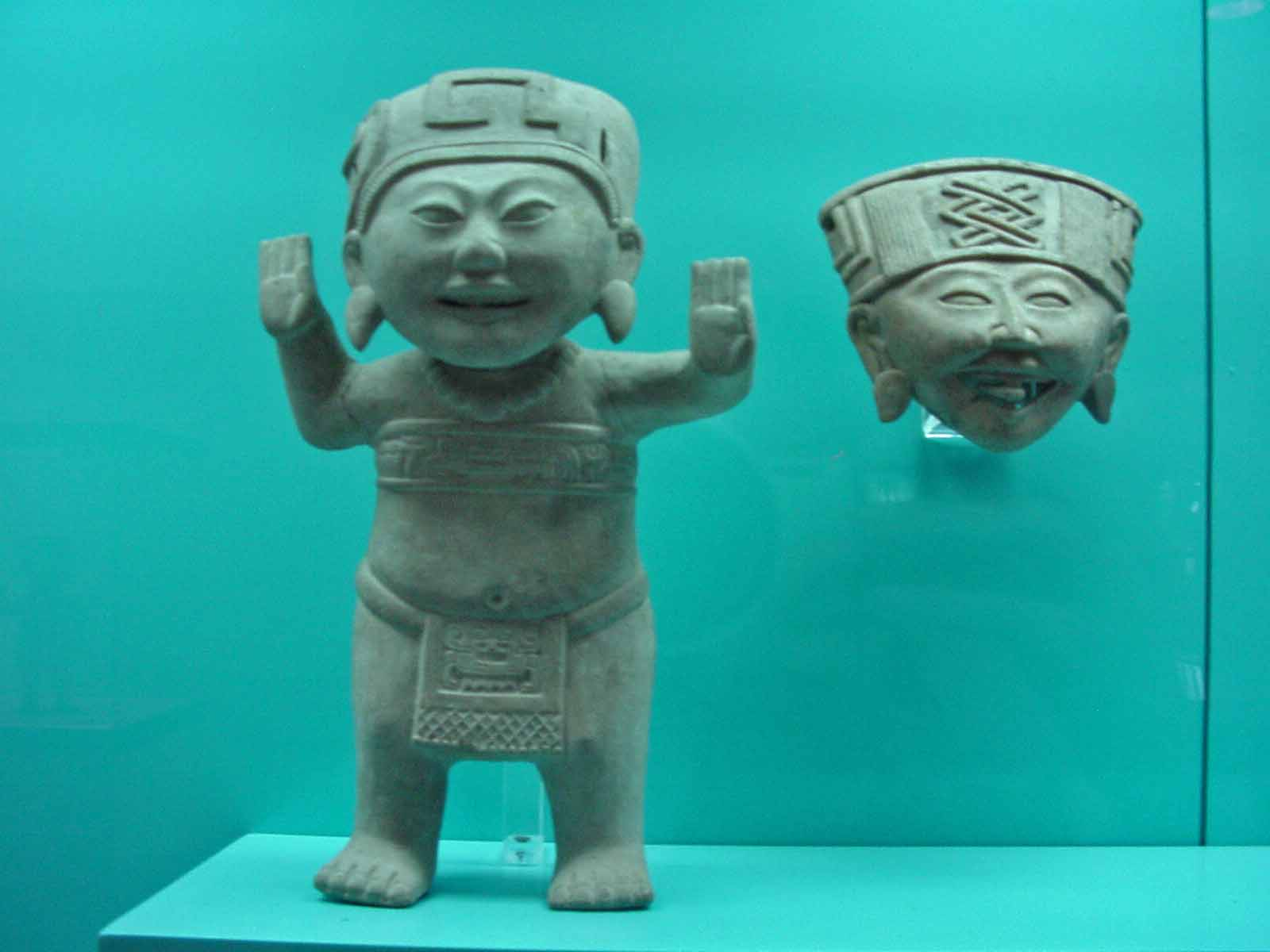
Фигура «улыбающихся» (обратите внимание: обе руки являются правыми) и голова в стиле Ремохадас, примерно 300—900 гг. н. э.

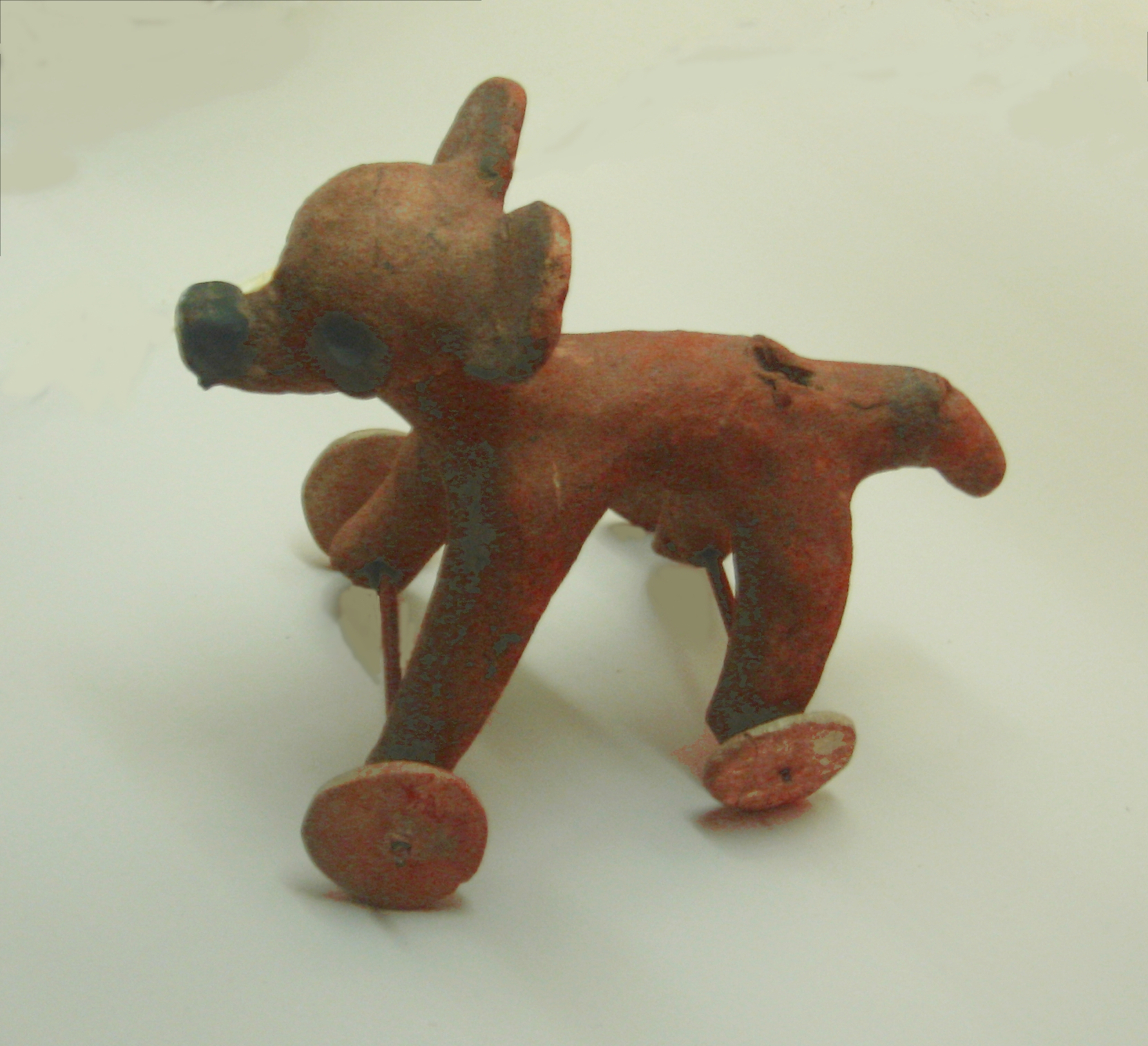
Олень (собака?) на колёсиках. Эта статуэтка также использовалась как свисток. Окрашена битумом, высота 18 см

Карта поселений классической эпохи

Ремохадас, исп. Remojadas — археологический памятник в Мексике, относящийся к Классической культуре Веракрус, однако отличающийся собственным своеобразным стилем, существовавшим с I по VIII век н. э. Памятник остаётся малоисследованным со времени первых археологических раскопок, которые провёл мексиканец Альфонсо Медельин Сениль (es:Alfonso Medellin Zenil) в 1949—1950 гг.

## Статуэтки
Ремохадас прославился своей керамикой, в частности, несколькими тысячами пустотелых керамических статуэток, обнаруженных в различных местах, в том числе в захоронениях и останках мусора. 

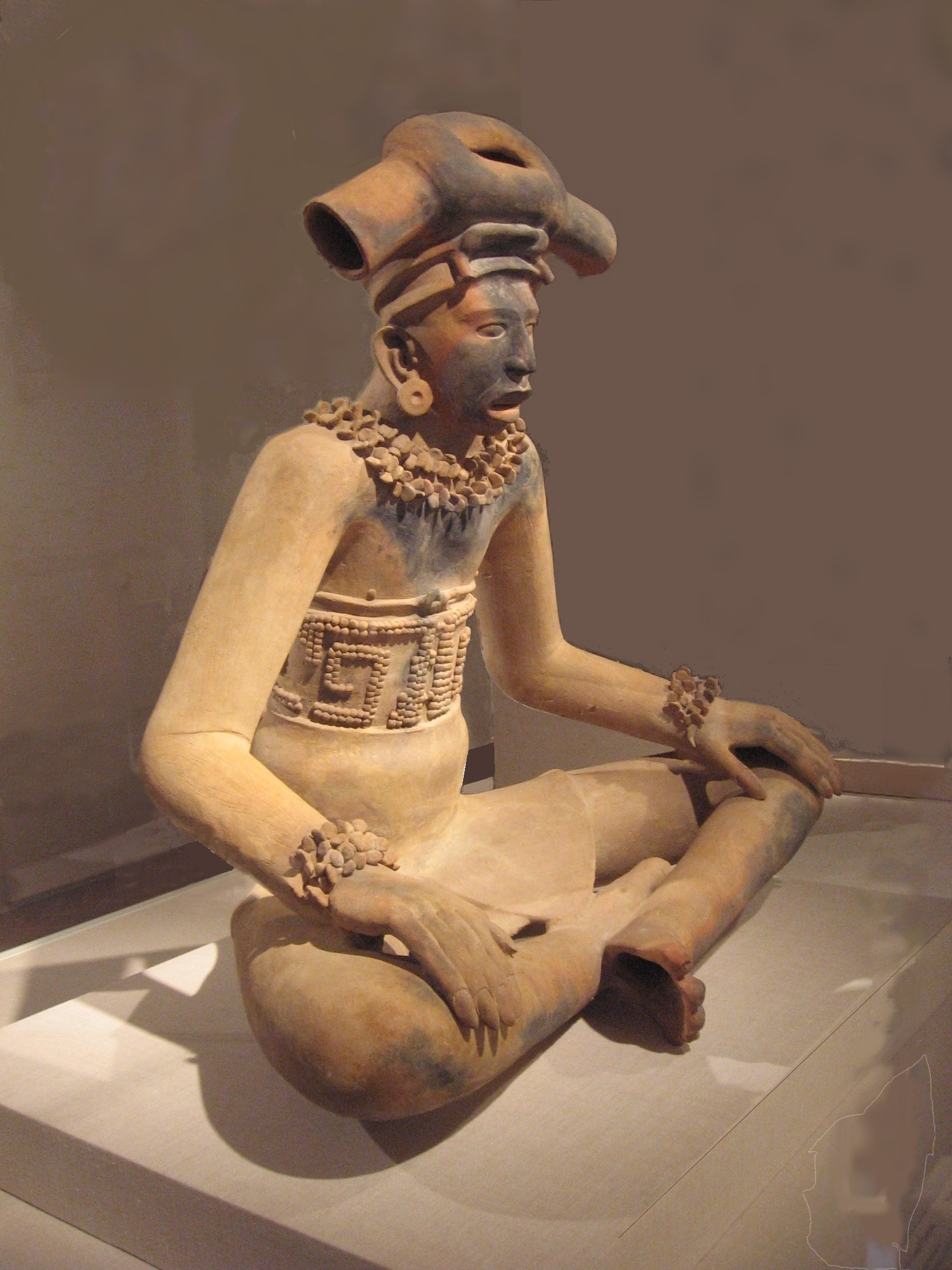
Крупная терракотовая статуэтка молодого вождя в стиле Ремохадас, около 300—600 гг. н. э., высота 79 см.

Фигурки изображают богов, правителей и обычных людей, а также животных — собак, оленей и др. Многие из фигурок одновременно служили музыкальными инструментами — свистками, флейтами, окаринами. Некоторые фигурки животных, которые могли быть либо ритуальными, либо игрушками, снабжены колёсами — это один из немногих примеров использования колеса в доколумбовом искусстве.
У многих фигурок подпилены зубы, что, по-видимому, отражает распространённую практику культуры Ремохадас. Наиболее ранние фигуры изготовлены вручную, тогда как наиболее поздние изготовлены путём заливки в форму. По мнению Майкла Коу, фигурки напоминают аналогичные статуэтки цивилизации майя по стилю и исполнению.

### «Улыбающиеся»
Наиболее известными из статуэток из Ремохадас являются фигурки «Улыбающихся», для которых характерна широкая улыбка на почти треугольных лицах. Нередко головы либо не имеют тела, либо приделаны к «детским» телам с вытянутыми руками и открытыми ладонями. «Улыбка» является скорее формальной, при этом фигурка показывает зубы, а иногда — язык между зубами.
Статуэтки с улыбкой редки в месоамериканском искусстве, и большое количество таких статуэток в культуре Ремохадас свидетельствует об их особой роли в данной культуре. Некоторые исследователи считают, что улыбка передаёт состояние наркотического опьянения, другие — что она связана с культом мёртвых.
Мужчины-"улыбающиеся" обнажены или носят набедренные повязки. Женщины носят юбки. И те, и другие обычно украшены пекторальными лентами и/или браслетами, а также нередко имеют головные уборы. На головных уборах, а нередко и на юбках, изображены эмблемы или стилизованные животные.